# نمر المصري
نمر عبد الرحمن المصري (1914-1994) هو سياسي فلسطيني ولد في مدينة اللد، وكان رئيس الدائرة السياسية في منظمة التحرير الفلسطينية عام 1967. أطلق عليه جلالة الملك فيصل الاول لقب خطيب شباب فلسطين، حيث كان أديباً مفوهاً ومحنكاً.

## تعليمه
تلقّى نمر تعليمه الأساسي في مدارس اللد، ثم انتقل لمتابعة تعليمه في مدارس مدينة الرملة، حيث نشط في العمل الإسلامي، فانتسب لجمعية الشبّان المسلمين في مدينة الرملة في عام 1928، وأصبح أحد نشطائها الفاعلين، كما أصبح أمينًا لصندوقها في عام 1930.

## عمله
عُيّن نمر المصري عقب تخرّجه في الثانوية مديرًا للمدرسة العباسية الإسلامية التابعة للمجلس الاسلامي الأعلى، ورئيساً لنادي معهد الشباب الرياضي في الرملة. وانخرط في صفوف الحركة الوطنية الفلسطينية، حيث شغل عضوية مؤتمر التسليح في مدينة نابلس في عام 1931. ثم اعتقلته السلطات البريطانية في عام 1933، إثر مشاركته في مظاهرة احتجاجية على سياسات الانتداب البريطاني وانتهاكاته في البلدة القديمة في القدس، ومكث في السجن حتى عام 1934. كما شارك في الثورة الفلسطينية الكبرى، فشغل عضوية مكتب اللجنة التنفيذية لمؤتمر الشباب العربي الفلسطيني الأول المنعقد في نابلس عام 1935، وعضوية اللجنة القومية عن مدينة اللد في عام 1936، وشارك في مؤتمر اللجان القومية عن مدينة اللد في العام ذاته. كما ساهم في تأسيس جماعة الإخوان المسلمين في فلسطين وصار سكرتيرًا للمكتب الإداري العام وأمين سر شعبة الجماعة في الرملة عام 1947، وعيّن مستشارًا عسكريًا للقائد حسن سلامة خلال الحرب 1947-1948.
وإثر سقوط مدينته في عام 1948، لجأ إلى مدينة دمشق وأصبح هناك مديرًا لمؤسسة دير ياسين لتعليم أبناء اللاجئين، ثم عُيّن مديرًا لدار المعلمين التابعة لوكالة غوث وتشغيل اللاجئين الفلسطينيين (الأنوروا) في مدينة حمص. وأسهم في تأسيس حزب التحرير الإسلامي في فلسطين في عام 1951، ثم انسحب منه في عام 1956، إثر خلافه مع تقي الدين النبهاني، زعيم حزب التحرير آنذاك.
وساهم في تأسيس منظمة التحرير الفلسطينية في عام 1964، وشغل عضوية المجلس الوطني الفلسطيني. كما وانتُخب عضوًا في اللجنة التنفيذية لمنظمة التحرير الفلسطينية لدورتين متتاليتين بين عامي 1966 و1969، وتولّى رئاسة الدائرة السياسية في منظمة التحرير الفلسطينية في عام 1967، كما شغل عضوية لجنة التخطيط فيها، فكان مسؤولا عن نشاطاتها الثقافية والاعلامية.

## وفاته
توفي نمر المصري في مدينة دمشق في عام 1994، ودُفن فيها.